# Tethya irregularis
Tethya irregularis är en svampdjursart som beskrevs av Sarà och Bavestrello 1998. Tethya irregularis ingår i släktet Tethya och familjen Tethyidae. Inga underarter finns listade i Catalogue of Life.